# 12053 Turtlestar
12053 Turtlestar (1997 PK2) là một tiểu hành tinh vành đai chính được phát hiện ngày 9 tháng 8 năm 1997 ở Starkenburg Observatory, Heppenheim.